# Philibertia lysimachioides
Philibertia lysimachioides là một loài thực vật có hoa trong họ La bố ma. Loài này được (Wedd.) T. Mey. miêu tả khoa học đầu tiên năm 1944.